# Schweizer Meisterschaften im Biathlon 2020
Die Schweizer Meisterschaften im Biathlon 2020 hätten am letzten Märzwochenende 2020 in Prémanon in Frankreich im Nordischen Wintersportzentrum Stade Nordique des Tuffes „Jason Lamy Chappuis“ in Les Tuffes stattfinden sollen. Sowohl für Männer als auch für Frauen waren Wettkämpfe im Sprint und im Massenstart geplant. Aufgrund der weltweiten COVID-19-Pandemie wurde die Veranstaltung kurzfristig abgesagt. Es gab keine Ersatzveranstaltung zu einem späteren Zeitpunkt.